# Wierzchowice (Białoruś)
Wierzchowice (biał. Вярховічы) – wieś (dawniej miasteczko) na Białorusi położone w obwodzie brzeskim, w rejonie kamienieckim, centrum administracyjne sielsowietu Wierzchowice.

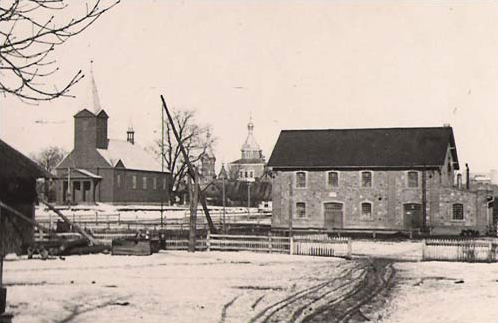
Wierzchowice w czasach II RP

Siedziba parafii prawosławnej pw. św. Mikołaja Cudotwórcy.
Miasto magnackie położone było w końcu XVIII wieku w powiecie brzeskolitewskim województwa brzeskolitewskiego. 
W II Rzeczypospolitej Wierzchowice znajdowały się w województwie poleskim, w powiecie brzeskim i były siedzibą gminy Wierzchowice. W 1921 roku liczyły 223 mieszkańców i były jednym z 3 najmniejszych miasteczek woj. poleskiego.
Do głównych zabytków miasteczka należą cerkiew św. Mikołaja Cudotwórcy (parafialna), cerkiew Świętego Ducha (cmentarna), browar i spichlerz.
W Wierzchowicach urodził się 23 grudnia 1796 roku Wiktor Heltman – polski działacz polityczny, publicysta, związany z Wielką Emigracją.